# Ogema (hrabstwo Price)
Ogema – jednostka osadnicza w Stanach Zjednoczonych, w stanie Wisconsin, w hrabstwie Price.